# Énergie au Brunei

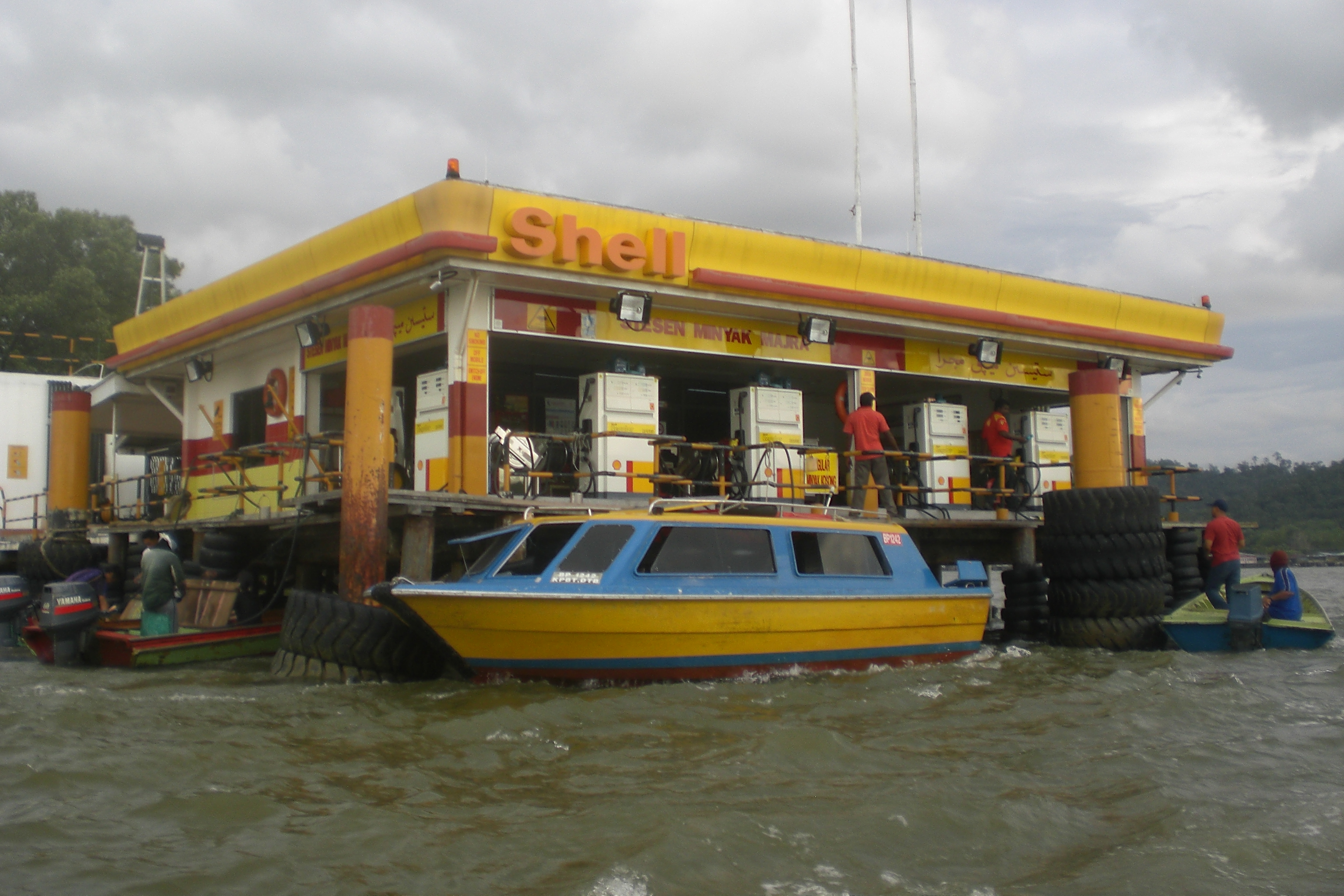
Station de carburant pour bateaux à Brunei

L’énergie à Brunei est caractérisée par l’abondance des ressources en hydrocarbures (pétrole et gaz naturel notamment) considérables pour ce sultanat d'une superficie de 5 765 km2 peuplé en 2014 de 422 675 habitants.

## Secteur amont
La première découverte de pétrole à Brunei est enregistrée en 1910. En 1928 un gisement géant nommé séria est découvert. Dans les années 1960 l'exploration offshore donna deux autres gisements géants, Ampa SW et Champion. Selon BP la production a culminé en 1979 à 240 000 barils/jours et est tombée à la moitié de cette valeur. L'essentiel de la production est désormais offshore et l'exploration en haute mer est handicapée par la définition toujours conflictuelle des frontières maritimes avec la Malaisie. Les gisements donnent comparativement plus de gaz que de pétrole.

## Monétisation et exportation du gaz
Brunei utilise l'essentiel de son gaz pour son port méthanier, qui a ouvert en 1972. Le premier client du gaz naturel liquéfié produit par le sultanat est le Japon, qui continue à acheter l'essentiel de la production. En 2014, selon BP, Brunei a exporté sous cette forme 8,3 milliards de mètres cubes de gaz naturel (soit 6 millions de tonnes), soit les deux tiers du volume extrait des gisements.

## Secteur électrique
Actuellement, toute l'électricité de Brunei est produite par des centrales à gaz naturel. Une modeste diversification, basée sur des panneaux photovoltaïques et la valorisation énergétique des déchets, est envisagée, ainsi qu'une connexion avec la Malaisie.